# Curt Platen
Curt Platen (* 11. Juni 1872 in Rothenburg/O.L.; † 10. Juni 1941 in Hamburg) war ein Redakteur und Hamburger Politiker der  Deutschen Demokratischen Partei (DDP). 

## Leben und Politik

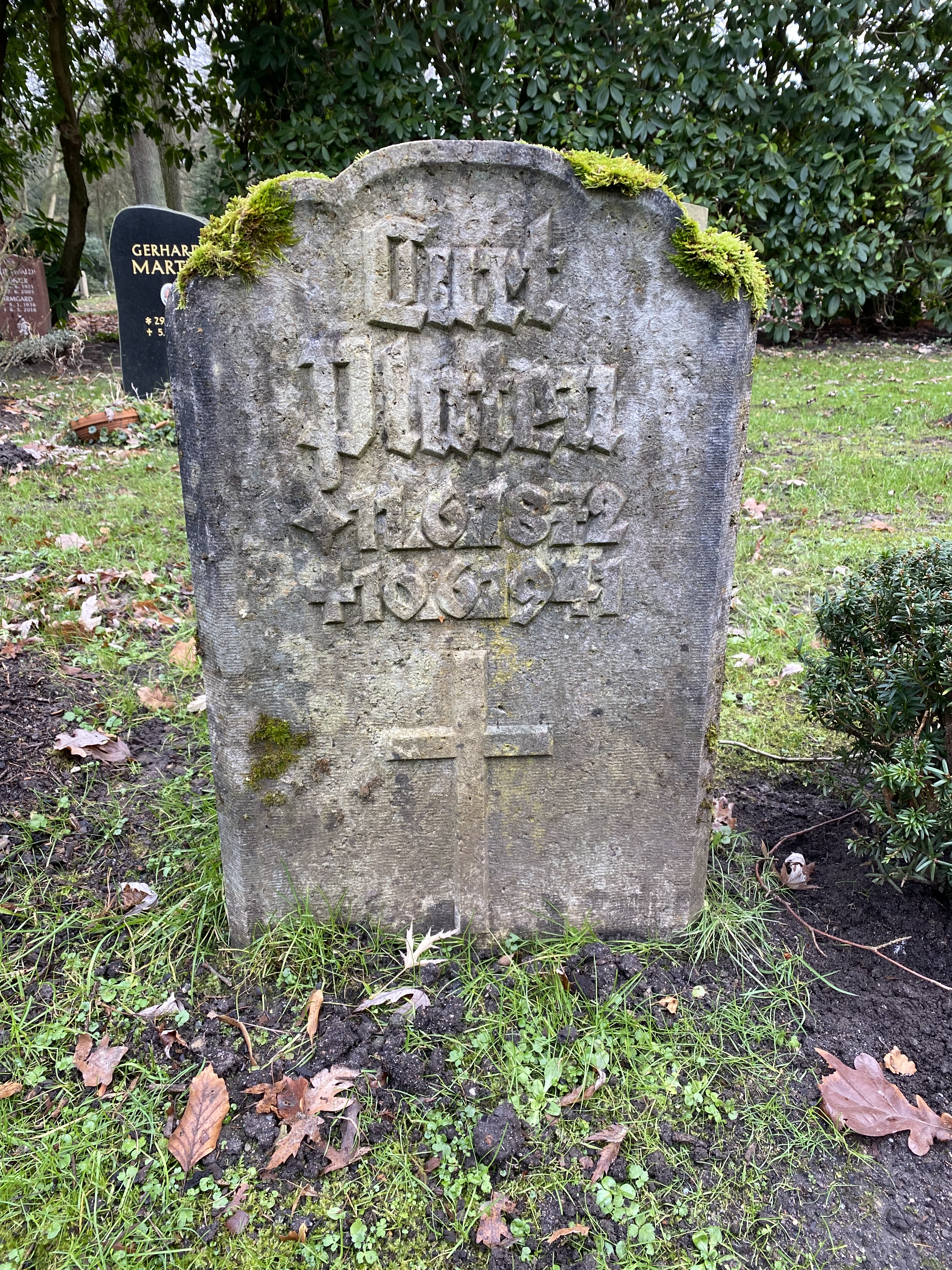
Grabstätte Curt Platen auf dem Friedhof Ohlsdorf

Curt Platen war seit 1902 als Chefredakteur bzw. Hauptschriftleiter des Hamburger Anzeigers tätig. Nachdem er bereits im Februar 1908 erfolglos bei einer Nachwahl im Wahlkreis Großneumarkt angetreten war, wurde er schließlich 1910 in die Hamburgische Bürgerschaft gewählt. Dieser gehörte er dann durchgehend bis 1933 an, zuerst in der Fraktion der Vereinigten Liberalen (bis 1919), in der Weimarer Republik dann in der linksliberalen DDP. Vom 26. Juni 1929 bis 8. März 1933 war er Hamburger Senator (→ Hamburger Senat 1919–1933). Er übernahm das Amt des Senators für Arbeit am 28. Juni 1929 von Walter Matthaei. Um 1930 war er Landesvorsitzender der DDP in Hamburg. Obwohl Gegner der Fusion mit dem Jungdeutschen Orden zur Deutschen Staatspartei, blieb er der Partei nicht nur treu, sondern amtierte auch als Landesvorsitzender weiter.
Curt Platen verstarb einen Tag vor Vollendung seines 69. Lebensjahres und wurde auf dem Hamburger Friedhof Ohlsdorf beigesetzt. Die Grabstelle ist erhalten und liegt im Planquadrat W 15 nordwestlich von Kapelle 2.